# Holle Sand
Der Holle Sand (auch Hollsand oder Hollesand) ist ein unter Naturschutz stehendes Wald- und Heidegebiet in der niedersächsischen Gemeinde Uplengen im ostfriesischen Landkreis Leer.

## Allgemeines
Das Naturschutzgebiet mit dem Kennzeichen NSG WE 105 ist rund 126 Hektar groß. Es steht seit dem 20. Oktober 1951 unter Naturschutz. Zuständige untere Naturschutzbehörde ist der Landkreis Leer.

## Beschreibung
Das Naturschutzgebiet liegt zwischen den Dörfern Neudorf, Großoldendorf und Neufirrel und nordwestlich von Remels. Es stellt das größte nacheiszeitliche Binnendünengebiet Ostfrieslands unter Schutz. Innerhalb des Naturschutzgebietes liegt mit dem 18,6 Meter hohen Kugelberg die höchste natürliche Erhebung Ostfrieslands. Das Dünengebiet ist überwiegend von Kiefernwald bewachsen, teilweise findet sich auch Birken-Eichenwald.
Durch das Naturschutzgebiet verlaufen mehrere Wanderwege. Im Westen grenzt das Naturschutzgebiet an die Kreisstraße 10.